# 陳少
陳少（1986年—），本名陳亮文，臺灣桃園人，臺灣新生代詩人。 主修元智大學財金系、輔修中文系，國立臺北教育大學語文與創作學研究所畢業。作品刊於《衛生紙+》、《自由時報》副刊、《聯合報》副刊、《好燙詩刊》、《創世紀詩刊》、《幼獅文藝》、《鏡週刊》文化副刊等。 曾以詩集《只剩下海可以相信》獲得2019年紅樓詩社出版補助，2022年入選由向陽主編之《新世紀新世代詩選》。

## 著作
- 詩集《被黑洞吻過的殘骸》 （新北：印刻，2015），（ISBN 9789863870630）[4]
- 詩集《只剩下海可以相信》 （台北：南方家園，2020），（ISBN 9789869888509）[5]